# Canche
Die Canche (niederländisch: Kwinte) ist ein Fluss in Frankreich, der im Département Pas-de-Calais in der Region Hauts-de-France verläuft. Sie entspringt in der Landschaft Ternois, im Gemeindegebiet von Gouy-en-Ternois. Anfangs entwässert sie in südöstlicher Richtung, dreht dann aber auf Nordwest und mündet nach rund 100 Kilometern nördlich von Étaples und Le Touquet-Paris-Plage als Ästuar in den Ärmelkanal. Hier ist die Canche stark den Gezeiten unterworfen. Zum einen schwankt der Wasserstand des Flusses dann stark, zum anderen sind dort ausgedehnte Salzwiesen entstanden.

## Orte am Fluss
- Gouy-en-Ternois
- Magnicourt-sur-Canche
- Frévent
- Hesdin
- Marconnelle
- Beaurainville
- Montreuil-sur-Mer
- Étaples
- Le Touquet-Paris-Plage

## Wasserwirtschaft
Ihr Schéma d'aménagement et de gestion des eaux (SAGE – Wasserwirtschaftsplan), der zurzeit in der Ausarbeitung ist, betrifft 203 Gemeinden und deckt 1 274 km² ab. Zu diesem Ziel wurde eine Genossenschaft (Syndicat Mixte pour le SAGE de la Canche) gegründet.